# Anja Schiffel
Anja Schiffel (* 1977 in Güstrow) ist eine deutsche Schauspielerin.

## Leben
Anja Schiffel wurde in Güstrow geboren. Aufgewachsen ist sie in Ost-Berlin.  Von 1996 bis 2000 studierte sie an der Hochschule für Musik und Theater in Rostock Schauspiel. Anschließend hatte sie unter anderem Engagements am Schauspiel Essen (2000–2005), dem Volkstheater in Wien (2006/2007) und dem Theater Osnabrück (2007).
Im Jahr 2002 wurde Anja Schiffel mit dem Aalto-Bühnenpreis für junge Künstler ausgezeichnet.
Des Weiteren spielte sie in Film- und Fernsehproduktionen mit, z. B. in den Fernsehfilmen Das unsichtbare Mädchen von Dominik Graf mit Elmar Wepper, Ulrich Noethen und  Silke Bodenbender und Jeder Tag zählt von Gabriela Zerhau mit Lilian Prent, Katharina Böhm und Bernhard Schir. In dem Fernsehfilm Smoke on the Water aus der Fernsehreihe Polizeiruf 110 war sie im Jahr 2014 als Margot von Cadenbach zu sehen.

## Filmografie (Auswahl)
- 2010: Im Angesicht des Verbrechens (Fernsehserie) – Der Verrat
- 2011: Dreileben (Film-Trilogie) – Komm mir nicht nach
- 2011: Das unsichtbare Mädchen (Fernsehfilm)
- 2012: Jeder Tag zählt (Fernsehfilm)
- 2012: SOKO Wismar (Fernsehserie) – Deckmäntel
- 2014: Stavanger (Kurzfilm)
- 2014: Letzte Spur Berlin (Fernsehserie) – Herzblut
- 2014: Ein Fall von Liebe (Fernsehserie) – als Astrid Schramm
- 2014: Polizeiruf 110 (Fernsehreihe) – Smoke on the Water
- 2014: Kommissarin Heller – Der Beutegänger
- 2015: Herzensbrecher – Vater von vier Söhnen (Fernsehserie) – Such(t) nach Glück
- 2016: Das weiße Kaninchen (Fernsehfilm)
- 2017: Der namenlose Tag
- 2018: Hanne (Fernsehfilm)
- 2019: Polizeiruf 110 – Der Ort, von dem die Wolken kommen (Fernsehreihe)
- 2019: So einfach stirbt man nicht
- 2020: König der Raben
- 2022: In aller Freundschaft (Fernsehserie) – Erscheinungen
- 2022: Unterm Apfelbaum – Panta Rhei – Alles im Fluss (Fernsehfilm)
- 2025: Bettys Diagnose (Fernsehserie) – Betrüger und Betrogene